# محمود مايكل برمدا
محمود مايكل برمدا (بالإنجليزية: Mahmud Michael Barmada)‏؛ (14 تشرين ثاني 1969- 2 كانون الأول 2016) الملقب بمايكل برمدا،عالم وراثة و باحث أمريكي من اصول سورية، كان المدير المشارك لمركز موارد المعلوماتية الحيوية في معهد الطب الشخصي في جامعة بيتسبرغ.